# Daniëlle van de Donk
Daniëlle van de Donk (ur. 5 sierpnia 1991 w Valkenswaard) – holenderska piłkarka występująca na pozycji pomocniczki we francuskim klubie Olympique Lyon oraz w reprezentacji Holandii. Wychowanka VV UNA, w trakcie swojej kariery grała także w takich zespołach jak Willem II, VVV-Venlo, PSV/FC Eindhoven, Kopparbergs/Göteborg oraz Arsenal.